# Toots Camarata
Salvador "Tutti" Camarata, plus connu sous le pseudonyme Toots Camarata et parfois simplement appelé Camarata, est un compositeur, arrangeur musical et trompettiste,  né le 11 mai 1913 à Glen Ridge (New Jersey) et décédé le  13 avril 2005 à Burbank (Californie).

## Biographie
Il étudie la musique à l'École Juilliard de New York - ses professeurs furent le compositeur Bernard Wagenaar, les chefs d'orchestre Joseph Littau, Cesare Sodero ou encore le prolifique Jan Meyerowitz. Il fit ses débuts de trompettiste dans les groupes de Tommy et Jimmy Dorsey (pour qui il arrangea les titres à succès Tangerine, Green Eyes et Yours), entre autres. Il fut également arrangeur pour Glen Gray, des orchestres, Benny Goodman, Louis Armstrong, Bing Crosby, Billie Holiday, Ella Fitzgerald, Duke Ellington et bien d'autres. Il a notamment dirigé et orchestré un enregistrement du violiniste Jascha Heifetz. Pendant la Grande guerre, il servit en instructeur de vol dans les Army Air Forces.
En 1944, J. Arthur Rank, producteur de films pour Two Cities Films, l'appelle à Londres et lui commande une bande originale pour le film London Town. Camarata signa chez Decca Records et aida son commanditaire à fonder London Records avec pour fonction fut d'entretenir pour London Records le meilleur catalogue de l'industrie, en plus de charges administratives pour la maison, et des fonctions d'artiste classique. Il orchestra et dirigea des œuvres de Puccini, Verdi, Bach, Bizet, Tchaikovsky et Rachmaninoff. Il rejoint l'ASCAP en 1948 à l'époque de ses plus célèbres travaux (Mutiny in the Brass Section, Story of the Stars, Hollywood Pastime, Dixieland Detour, Moonlight Masquerade, Louis, No More) ainsi que la composition de Verdiana Suite. Il a également enregistré des albums à son nom : Tutti's Trumpets 1957 et Tutti's Trombones. Au cours des années 1940, Camarata a servi d'arrangeur musical pour le Salon Jean Sablon sur le réseau radio Columbia Broadcasting System, qui comprenait des représentations musicales de l'accordéoniste John Serry Sr. et un orchestre dirigé par Paul Baron,.
En 1956, Walt Disney l'engage en tant que directeur artistique, producteur musical pour son label Disneyland Records. La ressortie du film Mélodie du Sud en 1956 offre l'occasion au label Disneyland Records nouvellement créé d'éditer un disque des musiques du film, qui n'existait pas hormis un disque pour enfant avec narration publié par Capitol Records.
Tutti suggéra à Walt Disney de fonder son propre studio d'enregistrement, Walt Disney refusa et encouragea plutôt Tutti à fonder le sien. En 1958, Camarata achète un ancien magasin de pièces de réparation pour voitures, le premier bâtiment du Sunset Boulevard de Hollywood, qui devint les studios Sunset Sound Recorders. En seize ans d'association, Tutti y produisit plus de 300 albums.
Au début des 60s, Sunset Sound Recorders était un studio devenu indépendant. Les artistes qui y ont enregistré comprennent Ricky Nelson, Paul McCartney, Rolling Stones, Van Halen, Miles Davis, Carly Simon, The Doors, Herb Alpert, Jackie DeShannon, Brazil '66, James Taylor, Macy Gray, Bee Gees, the Doobie Brothers, Whitney Houston, Barry Manilow, Dave Grusin, Crosby, Stills, and Nash, Neil Young, Lee Ritenour, Fourplay, Richard Thompson, Yes, Brian Wilson, Beach Boys, Annette Funicello, Louis Armstrong, The Bangles, Fishbone, Randy Newman, Sly and The Family Stone, Tom Petty, Sheena Easton, Aaron Neville, Sam Cooke, The Turtles, The Lovin' Spoonful, Buffalo Springfield, Janis Joplin, Genesis, Kenny Loggins, Jackson Browne, Led Zeppelin, Smashing Pumpkins, Ringo Starr, Elton John, Céline Dion, Earl Klugh, Alanis Morissette, Toto, Robert Palmer, Aretha Franklin, Tom Waits, Bob Dylan, Olivia Newton-John, Barbra Streisand, Roberta Flack, Rick James, Andy Williams, etc.
Tutti Camarata fut chef d'orchestre pour plusieurs musiques de séries télévisées américaines. Il fut directeur artistique pour le film L'été magique (« Summer Magic », film de 1963), qui comprend des interprétations de Hayley Mills et Burl Ives. En novembre 1981, Camarata racheta les studios The Sound Factory de David Hassinger. Le sort de Sound Factory fut le même que celui de Sunset Sound : il deviendra l'un des studios les plus fréquentés de Hollywood, et on y retrouvera Jackson Browne, The Flying Burrito Brothers, Linda Ronstadt, Ringo Starr, T Bone Burnett, Bette Midler, Richie Furay, Warren Zevon, Dolly Parton, Elvis Costello, Sam Phillips, Neil Diamond, Cher, Los Lobos, The Wallflowers, KISS, Kenny Rogers, Beck, Brian Wilson, Ben Folds Five, Red Hot Chili Peppers, Danny Elfman, Victoria Williams, le compositeur Tonio K etc.
Il travailla quatre ans à son album The Power and the Glory, avant de retourner avec ses arrangements vers St. John's Smith Square en Angleterre et d'y conduire un orchestre et un chorale.